# Associazione Sportiva Latina 1949-1950
Questa pagina raccoglie le informazioni riguardanti l'Associazione Sportiva Latina nelle competizioni ufficiali della stagione 1949-1950.

## Rosa
| N. |                   | Ruolo | Calciatore       |
| -- | ----------------- | ----- | ---------------- |
|    | Italia (bandiera) | P     | Arnaldo Albenzi  |
|    | Italia (bandiera) | C     | G. Basile        |
|    | Italia (bandiera) | C     | Buccilli         |
|    | Italia (bandiera) | C     | Enzo Centomini   |
|    | Italia (bandiera) | C     | Esposito         |
|    | Italia (bandiera) | D     | Fortuna          |
|    | Italia (bandiera) | C     | Oscar Leblanc    |
|    | Italia (bandiera) | C     | Roberto Magrelli |
|    | Italia (bandiera) | D     | Maiero           |

| N. |                   | Ruolo | Calciatore       |
| -- | ----------------- | ----- | ---------------- |
|    | Italia (bandiera) | D     | Aldo Malfetta    |
|    | Italia (bandiera) | C     | Roberto Magrelli |
|    | Italia (bandiera) | P     | Moretti          |
|    | Italia (bandiera) | C     | Nasti            |
|    | Italia (bandiera) | A     | Vittorio Rinaldi |
|    | Italia (bandiera) | C     | Serantoni        |
|    | Italia (bandiera) | A     | A. Strolighi     |
|    | Italia (bandiera) | A     | Tarquini         |